# كاليا (ناغا)
كاليا (بالسنسكريتية: कालिय)، و(بالإنجليزية: Kaliya)، في التقاليد الهندوسية، كانت ناغا سامة تعيش في نهر جمنة، في مُستطونة فريندافان. كان ماء نهر اليامونا (جمنة) ولمساحة أربع فراسخ من حوله يغلي ويفقع بالسم. بحيث لم يكن بمقدور أي طائر أو بهيمة من الاقتراب، ولم ينبت أي نبات على ضفة النهر إلَّا شجرة كادامبا واحدة. وكان للمهرجان المسمى ناغا ناثايا أو ناغا نويتيا صلة بحكاية المولى كريشنا ورقصته التي هيمن وأخضع بها كاليا.

## الصلة الفيجية
وفقًا للأسطورة، نفى كريشنا كاليا إلى عمق رامانيك، الذي يعتقد هنود فيجي أنه موجود في فيجي. علاوة على ذلك، آمن سكان فيجي الأصليون أيضًا بإله ثعبان يُدعى دينجي.

## روابط خارجية
- Bhagavata Purana, Canto Ten, Chapter 16 The account of Krishna and Kaliya, as told in the Bhagavata Purana. (Full Sanskrit text online, with translation and commentary.)
- The Importance of Kaaleya Mardan - A comparative view of the knowledge of solar physics and biology among the modern scientists, among the ancient civilized nations, and among the early Sanskrit writers.
- Kalia Scheme Odisha 2019 نسخة محفوظة 16 أبريل 2019 على موقع واي باك مشين. New Kalia Scheme For Odisha Farmers 2019